# Planète Gros Nibards
Cet article possède un paronyme, voir Gronibard.
Planète Gros Nibards (Major Boobage) est le troisième épisode de la douzième saison de la série animée South Park, ainsi que le 170e épisode de l'émission.
Le titre original, Major Boobage, signifie Gros Nibard. L'épisode a été créé en huit semaines, le temps de réaliser les séquences d'animation dessinées.

## Synopsis
Les enfants de South Park subissent un cours forcé de M. Mackey après que des cas de jeu du foulard ont été découverts. Les gamins se rendent compte grâce à Butters que ce qui défonce vraiment, c'est la pisse de chat, ce que M. Mackey confirme : l'odeur est si forte qu'on en perd la tête. Les garçons essayent sur leur intrépide copain Kenny qui fait un trip « à la Métal Hurlant ».
Au cours de son trip, Kenny rencontre une femme pulpeuse aux formes plantureuses dans une sorte de Pontiac Firebird à fusées. Tous deux arrivent dans un temple où le père de la belle femme ordonne à Kenny de nettoyer ses énormes seins avec de l'eau savonneuse... À son réveil forcé par Cartman, Kenny s'en prend violemment à ses copains de l'avoir fait sortir de son doux rêve. Pendant ce temps, Gerald et Sheila Broflovski deviennent très inquiets quand ils entendent parler du problème sur la FOX et décident de faire voter une loi contre les chats. Une rafle s'organise : les chats de la ville sont éloignés de la ville où ils sont désormais interdits. Tous sont emmenés, sauf Kitty, le chat de Cartman, que ce dernier cache dans son grenier. Le garçon, trop attaché à son chat, n'a pas pu se résoudre à s'en séparer.
De son côté, Kenny trouve un moyen d'avoir sa pisse de chat et de cheeser, nom de la prise de cette drogue. Son monde devient de plus en plus tangible. Il sauve la belle jeune femme et celle-ci devient sa comparse. À son réveil, Butters, Stan et Kyle le confrontent à son addiction. Kyle décide qu'il faut éloigner les chats de Kenny, quitte à les cacher chez eux. Cartman continue de cacher Kitty dans son grenier, et, pris de pitié, il adopte d'autres chats abandonnés.
Sheila trouve dans le tiroir qui contient les slips de Kyle le chat que celui-ci a enlevé à Kenny. Il a beau essayer de s'expliquer, ses parents sont sûrs qu'il cheese. Gérald prend le chat pour s'en débarrasser, mais il ne peut pas résister et cheese dans la cave. En effet, dix ans auparavant, il se défonçait lui aussi au chat, mais il avait arrêté depuis. Il part lui aussi dans un trip et rencontre la même femme que Kenny. Entretemps, Cartman devient le sauveur de chats de South Park, accueillant les chats que les gens viennent lui confier. En déposant un chat, il s'aperçoit que Kenny a investi son grenier et se fait un trip d'enfer. Stan et Cartman vont prévenir Kyle pour qu'ils l'aident à le retrouver. Pendant son trip, Gérald est sur le point de laver les seins de la belle femme, mais Kenny arrive. Or, d'après le père de la femme, un seul homme est autorisé à oindre les nibards hallucinants de sa fille. Cela se décidera donc dans un duel.
Kenny et Gérald s'affrontent dans un combat, qui en réalité se déroule dans un bac à sable au beau milieu du jardin public, et les deux lutteurs sont observés par toute la ville. Lorsque Sheila s'en aperçoit, cela déclenche presque une procédure de divorce entre Gérald et elle. Gérald fait des excuses publiques étant donné qu'il est à l'origine de la loi : il explique que les chats ne sont pas le problème et que les enfants trouveront toujours un moyen de se shooter. Les chats sont donc de retour, et le font affectueusement payer à leur maître.
Tout est bien qui finit bien. Kenny semble être redevenu clean : il sent les fleurs, puis les sniffe et recommence à planer, retournant dans son monde de délice...

## Accueil
Les sites de critiques de série TVSquad, TV.com, IGN et IMDB approuvent la mise en scène parodique du scandale Spitzer. L'épisode est considéré par IMDb (8.4/10), IGN (9) et TV.com (9) comme étant le meilleur épisode de la saison (tout en restant relativement moyen comparativement à la série).